# Heteropelma perniciosum
Heteropelma perniciosum är en stekelart som först beskrevs av Turner 1919.  Heteropelma perniciosum ingår i släktet Heteropelma och familjen brokparasitsteklar. Inga underarter finns listade i Catalogue of Life.